# Nicolas Fouché
Pour les articles homonymes, voir Fouché.
Nicolas Fouché est un peintre français né à Troyes en 1653, mort à Paris en 1733.

## Biographie
Fils du peintre Léonard Fouché, il fut reçu à l'Académie de Saint-Luc le 15 mars 1679. L'abbé de Monville, biographe de Pierre Mignard, le dit élève de cet autre artiste troyen.

## Œuvres
- Le cardinal Melchior de Polignac possédait une série des huit arts libéraux, inventoriée de son vivant, en 1738
- Budapest, musée des Beaux-arts, Pomone huile sur toile, 1, 475 par 1,145 m.
- Orléans, musée des Beaux-Arts: Portrait de jeune femme, 1700, huile sur toile, 80,6 x 65 cm[1]

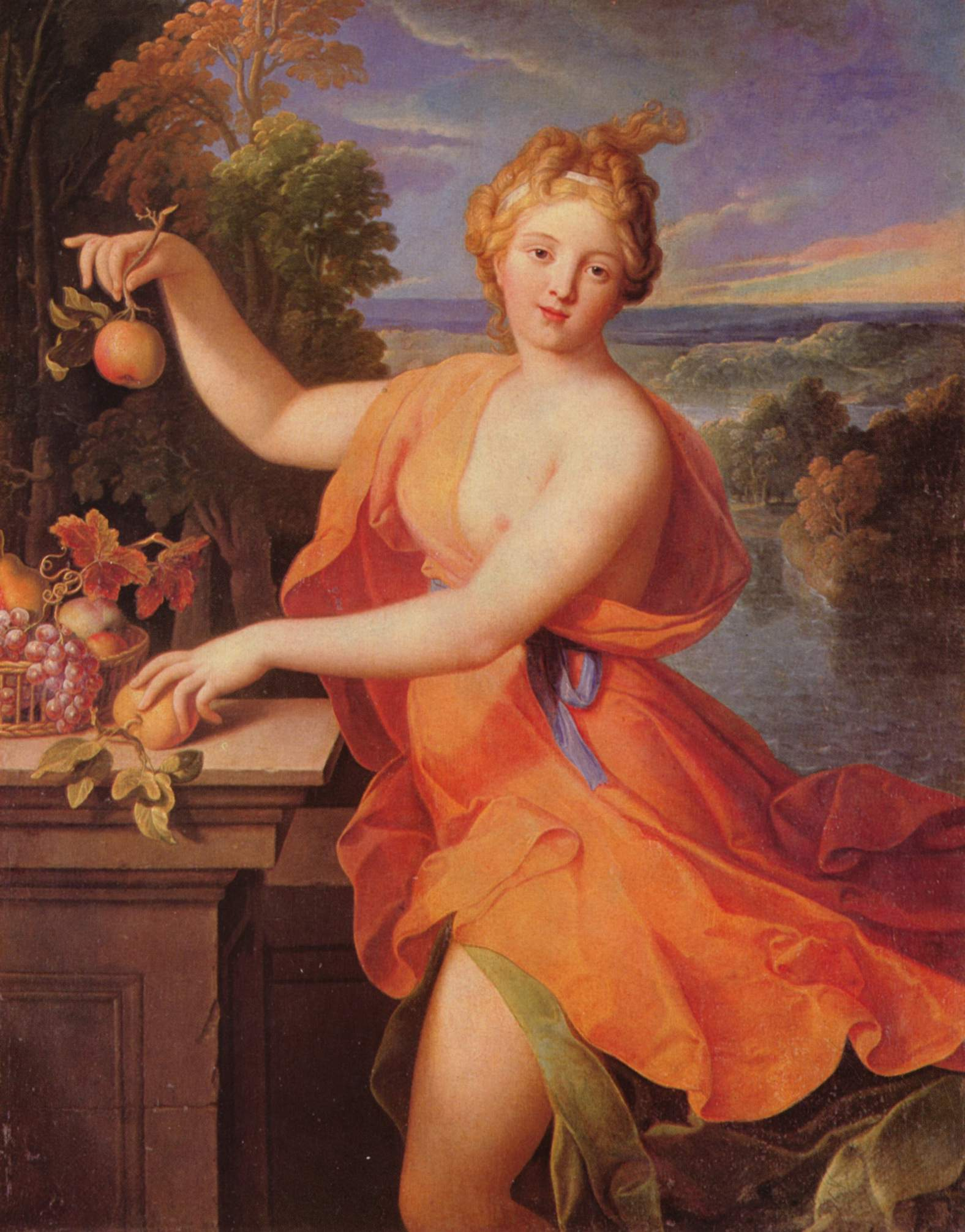
Pomone, 1700

- Tours, musée des Beaux-arts, La Poésie, saisie révolutionnaire au château de Chanteloup, huile sur toile, 1,10 par 0,81 m.